# Bacillales
Bacillales là một bộ vi khuẩn Gram dương, được xếp vào ngành Firmicutes. Các chi đại diện bao gồm Bacillus, Listeria và Staphylococcus.

## Phân nhóm
Bộ này bao gồm 9 họ và 4 chi:
- Alicyclobacillaceae
- Bacillaceae
- Listeriaceae
- Paenibacillaceae
- Pasteuriaceae
- Planococcaceae
- Sporolactobacillaceae
- Staphylococcaceae
- Thermoactinomycetaceae
- Các chi thuộc Incertae sedis
  - Acidibacillus
  - Desulfuribacillus
  - Trigonala
  - Ca. Carbobacillus